# Moses Masai
Moses Ndiema Masai (Kapsogom (District Mount Elgon), 1 juni 1986) is een Keniaanse langeafstandsloper. Hij boekte zijn grootste prestaties op de 5.000 m, 10.000 m en het veldlopen.

## Biografie
Zijn eerste grote succes boekte hij in 2004 door bij de Keniaanse jeugdkampioenschappen de 10.000 m te winnen. In het jaar erop schreef hij bij de Afrikaanse jeugdkampioenschappen zowel de 5.000 m als de 10.000 m op zijn naam. Zijn finishtijd had sneller kunnen zijn, ware het niet dat hij nog enige tijd de paceauto volgde toen deze het parcours verliet.
In 2007 won hij een bronzen medaille op de 5000 m bij de wereldatletiekfinale in Stuttgart. Met een tijd van 13.39,96 finishte hij achter zijn landgenoten Edwin Soi (goud; 13.38,68) en Micah Kogo (zilver; 13.39,91). Op de Memorial Van Damme 2007 in Brussel verbeterde hij zijn PR-tijd naar 26.49,20 en won hierbij een zilveren medaille achter de Ethiopiër Kenenisa Bekele, die de wedstrijd won in een beste wereldjaarprestatie van 26.46,19.
In 2008 won hij de Parelloop (10 km) in 27.22. Vooraf werd gehoopt op een wereldrecord, maar dit bleek te veel gegrepen. "Maar op sommige stukken hadden we toch te veel last van wat wind. Het waaide niet hard, maar toch wel genoeg om er last van te hebben." Zijn landgenoot en titelverdediger Micah Kogo volgde op vier seconden en Joseph Ebuya werd derde op zeven seconden achterstand. Op de Olympische Spelen van 2008 in Peking vertegenwoordigde hij zijn land op de 10.000 m. Met een vierde plek viste hij net naast de medailles. In 2009 won hij bij de wereldkampioenschappen atletiek 2009 in Berlijn een bronzen medaille op de 10.000 m.
Hij is aangesloten bij PACE Sports Management. In Nederland geniet hij met name bekendheid vanwege zijn overwinningen op de Parelloop (2008) en de Dam tot Damloop (2009).

## Titels
- Keniaans kampioen veldlopen (lang afstand) - 2006
- Afrikaans jeugdkampioen 5000 m - 2005
- Afrikaans jeugdkampioen 10.000 m - 2005
- Keniaans jeugdkampioen 10.000 m - 2004

## Persoonlijke records
| Onderdeel | Prestatie | Datum             | Plaats   |
| --------- | --------- | ----------------- | -------- |
| 1.500 m   | 3.42,1    | 16 april 2005     | Embu     |
| 3000 m    | 7.47,29   | 17 juni 2007      | Warschau |
| 5000 m    | 12.50,55  | 1 juni 2008       | Berlijn  |
| 10.000 m  | 26.49,20  | 14 september 2007 | Brussel  |
| 10 km     | 27.22     | 6 april 2008      | Brunssum |

## Palmares

### 5000 m
- 2005:  Afrikaanse jeugd kamp. - 13.45,15
- 2007:  Wereldatletiekfinale - 13.39,96
- 2007:  IAAF Grand Prix Finale - 13.39,96
- 2008:  DKB-ISTAF in Berlijn - 12.50,55
- 2008: 10e Wereldatletiekfinale - 13.46,04

### 10.000 m
- 2005:  Afrikaans jeugd kamp. - 28.30,27
- 2004: 10e WK junioren - 29.32,48
- 2005:  Afrikaanse jeugdkampioenschappen - 28.30,27
- 2008: 4e OS - 27.04,11
- 2009:  WK - 26.57,39
- 2012: 12e OS - 27.41,34

### 4 mijl
- 2009:  4 Mijl van Groningen - 17.28,3

### 10 km
- 2006:  São Silvestre da Amadora - 28.39
- 2007:  São Silvestre da Amadora - 28.25
- 2008:  Parelloop - 27.22
- 2008: 4e Sunfeast World in Bangalore - 28.22
- 2009:  San Silvestre Vallecana in Madrid - 28.01
- 2010:  World's Best in San Juan - 27.18,9
- 2013:  Okpekpe Road Race - 29.39

### 10 Eng. mijl
- 2009:  Dam tot Damloop - 45.16
- 2010:  Dam tot Damloop - 45.27

### marathon
- 2013: 17e marathon van Dubai - 2:11.00
- 2014: 5e marathon van Dusseldorf - 2:10.36
- 2016:  marathon van Hannover - 2:15.43
- 2016: 9e marathon van Frankfurt - 2:13.23

### veldlopen
- 2006:  Keniaanse kamp. - 31.15,4
- 2004: 16e WK junioren - 25.31
- 2005: 7e WK junioren - 24.19
- 2008: 5e WK - 35.02

### Golden en Diamond League-podiumplekken
5000 m
- 2008:  ISTAF – 12.50,55
- 2008:  Weltklasse Zürich – 13.00,15

10.000 m
- 2007:  Memorial Van Damme – 26.49,20
- 2008:  Memorial Van Damme – 27.07,36
- 2012:  Prefontaine Classic – 27.02,25